# Palača Drottningholm
Palača Drottningholm (švedski: Drottningholms slott što znači "Kraljičin otočić") je privatna rezidencija švedske kraljevske obitelji koja se nalazi u Drottningholmu na otoku Lovön u općini Ekerö (Stockholmska županija, Švedska). 
Izvorno je izgrađena koncem 16. stoljeća kao rezidencija švedskog kraljevskog dvora, što je i bio tijekom 17. i većinom 18. stoljeća. Danas je velika turistička atrakcija, a njeno šire područje s kazalištem (1776.), kineskim paviljonom i parkom, je upisano na UNESCO-ov popis mjesta svjetske baštine u Europi 1991. godine kao jedan od najljepših primjera palače iz 18. stoljeća koja je inspirirana Versajskom palačom u Francuskoj.

## Povijest
Drottningholmsku palaču su obilježile švedske kraljice. Izvorno je renesansnu palaču izgradio flamanski arhitekt Willem Boy za kraljicu Katarinu Jagelović, suprugu kralja Ivana III. Švedskog 1580. godine, na mjestu kraljevske kuće Torvesund ("Zvuk ribolova").
Dvorac je 1661. godine kupila kraljica Hedvig Eleonora od Holstein-Gottorpa, ali je dvorac potpuno izgorio iste godine. Stoga je kraljica uposlila švedskog arhitekta Nicodemusa Tessina starijeg koji je obnavljao dvorac sve do svoje smrti 1681. godine kada je radove na unutrašnjosti nastavio i dovršio njegov sin Nicodemus Tessin mlađi. Kraljičin sin, kralj Karlo XI. Švedski, je rado boravio u dvorcu gdje je často lovio, a supruga njegova sina Karla XII., kraljica Ulrika Eleonora Danska, je koristila dvorac kao kraljevsku rezidenciju tijekom odsutnosti kralja za vrijeme Velikog sjevernog rata (1700. – 1721.).
Kraljica Ulrika Eleonora Švedska je dvorac načinila rezidencijom za svog supruga Fridrika I. Švedskog od 1715. do 1744. godine kada je kao svadbeni dar darovan kraljici Lujzi Ulriki Pruskoj kada se udala za Adolfa Fridrika Švedskog koji je postao kraljem 1751. godine. Kraljica je dala dvorac obnoviti u raskošnu rokoko palaču, a izgradila je i kraljevsko kazalište nakon što je skromna građevina izgorila 1762. godine. Kraljica je sa svojim mužem živjela u dvorcu sve do 1771. godine kada je karalj preminuo, a kraljica prodala dvorac švedskoj državi 1777. godine. Njezin sin, kralj Gustav III. Švedski, je nastavio koristiti palaču kao kraljevsku rezidenciju koja je doživjela svoje zlatno doba za njegove vladavine. Njegovi nasljednici, 
njegov sin kralj Gustav IV. Švedski (vlado od 1792. – 1809.) i brat, kralj Karlo XIII. Švedski (vladao od 1809. – 18.), su sporadično koristili palaču. Gustav IV. je 11 dana bio zatočen u Kineskom paviljonu Drottningholmskog parka prilikom njegove abdikacije 1809. godine.
Tijekom vladavine Karla XIV. Ivana Švedskog (vladao 1818. – 44.) palača je napuštena jer ju je kralj smatrao za simbol stare dinastije. Palača je propadala, a njezin inventar je odnešen i naposljetku rasprodan.
Prvu obnovu palače poduzeo je kralj Oskar I. Švedski 1846. godine, te je palača poslužila za prijem prvih pan-skandinavskih studenata 1856. godine, a tu je i rođen budući kralj Gustav V. Švedski 1858. godine. Kralj Oskar II. Švedski je nastavio njezinu obnovu 1880-ih, ali je kritiziran jer ju je modernizirao bez obraćanja pozornosti na njezin izvorni izgled. Tek je Gustav V. 1907. godine započeo njezinu obnovu u izvornom izgledu iz 18. stoljeća, a palača je postala ljetnom rezidencijom švedske kraljevske obitelji.
Nakon što je kraljevska obitelj učinila Drottningholm svojom primarnom rezidencijom 1981. godine, nju čuva švedska vojska, kao i Stockholmsku palaču.

## Odlike
Dvorac je tijekom povijesti doživio više obnova i modernizacija, a posljednja je bila od 1997. – 2002. godine kada su obnovljeni i očišćeni vanjski zidovi.
Crkvu palače iz 1746. godine koriste žitelji župe Lovön svake zadnje nedjelje u mjesecu.
Drottningholmsko kraljevsko kazalište je mjesto održavanja opernog festivala svakog ljeta, a izeđu njih ponekad tu djeluje i Kraljevska švedska opera.
Parkovi drottningholma su nastajali i širili se pri svakoj obnovi palače, te su tako različitih stilova. Najstariji je onaj barokni francuski park ispred ulaza u palaču kraljice Hedvig Eleonore iz 17. stoljeća. Engleski park je nastao tijekom vladavine Gustava III. a čine ga dva jezera, kanali, mostovi i veliki travnjaci, te drvoredi oko avenija i perivoja.
- Palača straga
- Kraljevsko kazalište
- Kraljevska crkva
- Engleski park
- Kineski paviljon iznutra

## Vanjske poveznice
- Službene stranice švedskog kraljevskog dvora  Arhivirana inačica izvorne stranice od 1. lipnja 2008. (Wayback Machine) (engl.)
- Svjetska bađtina palače Drottningholm  Arhivirana inačica izvorne stranice od 6. svibnja 2012. (Wayback Machine) (engl.)
- Drottningholmski park s virtualnom panoramom od 360x180 stupnjeva na stockholm360.net